# أودلو (غوغ تبة)
أودلو (بالفارسية: اودلو) هي قرية تقع في إيران في أردبيل. يقدر عدد سكانها بـ 685 نسمة بحسب إحصاء 2016.